# Арик (село)
Ари́к (кабард.-черк. Борыкъуей) — село в Терском районе Кабардино-Балкарской Республики. Административный центр муниципального образования «Сельское поселение Арик».

## География
Село расположено в западной части Терского района, на правом берегу реки Терек. Находится в 11 км к северу от районного центра Терек и в 65 км к востоку от города Нальчик.
Граничит с землями населённых пунктов: Джулат на севере, Куян на северо-востоке, Нижний Акбаш на юго-востоке, Терек на юге и Псынашхо на юго-западе. На западе, на противоположном берегу Терека расположены станица Котляревская и город Майский.
Село находится на наклонной Кабардинской равнине у западного подножия Арикского хребта, в переходной от предгорной в равнинную зоне республики. Средние высоты на территории села составляют 233 метра над уровнем моря. Рельеф местности представляют собой в основном волнистую наклонную равнину резко переходящую на востоке в склоны Арикского хребта.
Гидрографическая сеть представлена рекой Терек. Кроме того, в пределах села построена сеть оросительных каналов. Так вдоль восточной окраины села проходит Тамбовский канал, вдоль западной окраины Акбашский канал. Через центр села проходит канализированное русло реки Куян. Также имеются водоёмы и искусственные пруды регулирующие сток водоканалов.
Климат влажный умеренный. Лето жаркое. Средняя температура воздуха в июле составляет около +23,0°С. В начале августа абсолютные показатели часто достигают отметку в +35°С. Зима мягкая и длится около трех месяцев с частыми оттепелями. Минимальные температуры редко снижаются ниже −10°С. Средняя температура января составляет -2,5°С. В общем среднегодовая температура воздуха составляет +10,5°С. Среднегодовое количество осадков составляет около 630 мм. В июле и августе часты засухи, вызванные воздействием воздушных течений исходящими из Прикаспийской низменности.

## История
Село основано в 1839 году кабардинским дворянским родом Анзоровых, переселившимися со своими людьми с левого берега реки Терек на правый, в результате их вытеснения с территории русского военного укрепления станицы «Пришибская» (ныне город Майский). Инициатором переселения был дворянин Анзоров Бороко Кульчукович. По кабардинским обычаям новый аул был назван в честь своего владетеля — Бороково (кабард.-черк. Борыкъуей).
В 1920 году, с окончательным установлением советской власти в Кабарде, решением ревкома Нальчикского округа, Бороково, как и все другие кабардинские поселения из-за присутствия в их названиях княжеских и дворянских фамилий, было переименовано, получив своё новое название — Арик. Это название также было закреплено и за хребтом располагавшимся к востоку от села.
Во время Великой Отечественной войны в декабре 1942 года село было оккупировано немецкими войсками. В начале январе 1943 года селение был освобожден от немецких захватчиков. В память о павших в боях при освобождении села и сельчан погибших на фронтах войны, в селе установлены памятники.
В 1963 году селу административно подчинено близлежащее новообразованное поселение — Псынашхо.

## Население
| 2002 | 2010  | 2021  |
| ---- | ----- | ----- |
| 2806 | ↘2768 | ↗2966 |

Национальный состав
По данным Всероссийской переписи населения 2002 года, 99 % населения села составляли кабардинцы.

По данным Всероссийской переписи населения 2021 года:
| Народ               | Численность, чел. | Доля от всего населения, % |
| ------------------- | ----------------- | -------------------------- |
| кабардинцы          | 2 903             | 97,87 %                    |
| черкесы             | 29                | 0,98 %                     |
| другие / не указано | 34                | 1,15 %                     |
| всего               | 2 966             | 100,0 %                    |

Половозрастной состав
По данным Всероссийской переписи населения 2010 года:
| Возраст     | Мужчины, чел. | Женщины, чел. | Общая численность, чел. | Доля от всего населения, % |
| ----------- | ------------- | ------------- | ----------------------- | -------------------------- |
| 0 — 14 лет  | 329           | 304           | 633                     | 22,9 %                     |
| 15 — 59 лет | 909           | 873           | 1 782                   | 64,4 %                     |
| от 60 лет   | 124           | 229           | 353                     | 12,7 %                     |
| Всего       | 1 362         | 1 406         | 2 768                   | 100,0 %                    |

Средний возраст населения — 32,3 лет. Медианный возраст населения — 29,1 лет.
Средний возраст мужчин — 30,4 лет. Медианный возраст мужчин — 28,0 лет.
Средний возраст женщин — 34,1 лет. Медианный возраст женщин — 30,0 лет.
Мужчины — 1 362 чел. (49,2 %). Женщины — 1 406 чел. (50,8 %).

## Образование
- Средняя общеобразовательная школа № 1 — ул. Дружбы, 16.
- Начальная школа Детский сад № 1 — ул. Кабардинская, 31.

## Здравоохранение
- Участковая больница — ул. Дружбы, 18.

## Культура
- Дом культуры

Общественно-политические организации:
- Адыгэ Хасэ
- Совет ветеранов труда и войны

## Ислам
В селе действует одна мечеть.

## Экономика
В экономике села преобладает сельское хозяйство. Наиболее развитыми отраслями являются выращивание злаковых культур.
Всего на территории муниципального образования 250 сельскохозяйственных предприятий, из них: личных подсобных хозяйств — 120, крестьянских фермерских хозяйств — 86 и арендных хозяйств — 44.
Кроме того на территории сельского поселения действуют 18 малых предприятий.

## Улицы
Улицы:

| Бульварная      |
| Гетаова         |
| Гяургиева       |
| Дружбы          |
| Железнодорожная |
| Кабардинская    |
| Колхозная       |

| Комсомольская |
| Лесная        |
| Надречная     |
| Новая         |
| Ногмова       |
| Озёрная       |
| Ореховая      |

| Садовая   |
| Совхозная |
| Степная   |
| Таучева   |
| Теунова   |
| Шоссейная |
| Южная     |

Переулки:

| Джулат    |
| Заводской |
| Заречный  |
| Куян      |

| Мостовой     |
| Пролетарский |
| Рабочий      |

| Северный  |
| Советский |
| Терский   |

## Известные уроженцы
- Гяургиев Хатика Закираевич — учёный-языковед, исследователь кабардино-черкесского языка.
- Теунов Хачим Исхакович (1912—1983) — кабардинский поэт-писатель.
- Тхакумашев Михаил Хамидович (1927) — скульптор, Член Союза художников СССР. Заслуженный деятель искусств КБАССР.
- Хакуашев Андрей Ханашхович (1929) — заслуженный деятель наук КБР и Адыгеи. Заслуженный работник высшей школы Российской Федерации. Профессор. Доктор филологических наук.
- Сокуров Мусарби Гисович (1929) — литературовед, писатель, критик.
- Кажаров Пётр Хаибович (1935) — член Союза писателей КБАССР. Заслуженный работник культуры КБР.